# 北杣村
北杣村（きたそまむら）は滋賀県甲賀郡にあった村。現在の甲賀市水口町のうち杣川の左岸にあたる。

## 地理
- 山岳：飯道山
- 河川：杣川、宮川、滝川

## 歴史
- 1889年（明治22年）4月1日 - 町村制の施行により、三大寺村・高山村・岩坂村・杣中村・牛飼村・山上村の区域をもって発足。
- 1942年（昭和17年）1月1日 - 貴生川村と合併して貴生川町が発足。同日北杣村廃止。

## 交通

### 鉄道路線
村域を鉄道省の信楽線（現・信楽高原鐵道信楽線）が通過したが、駅は所在しなかった。